# Fosdinovo
Fosdinovo é uma comuna italiana da região da Toscana, província de Massa-Carrara, com cerca de 4.817 habitantes. Estende-se por uma área de 48,71 quilômetros quadrados, tendo uma densidade populacional de 99 hab/km². Faz fronteira com Aulla, Carrara, Castelnuovo Magra (SP), Fivizzano, Ortonovo (SP), Sarzana (SP).

## Demografia
| Variação demográfica do município entre 1861 e 2011                               |
|                                                                                   |
| Fonte: Istituto Nazionale di Statistica (ISTAT) - Elaboração gráfica da Wikipedia |